# ان‌جی‌سی ۵۸۶۱
ان‌جی‌سی ۵۸۶۱ (انگلیسی: NGC 5861) یک کهکشان مارپیچی در صورت فلکی ترازو است و در فاصله ۸۵ میلیون سال نوری از زمین قرار دارد.